# Национальные цвета Австралии
| Система   | Зелёный            | Золотой             |
| --------- | ------------------ | ------------------- |
| Pantone   | 348 C              | 116 C               |
| RGB (Hex) | 0–132–61 (#00843D) | 255–205–0 (#FFCD00) |
| CMYK      | 100%–0%–54%–48%    | 0%–20%–100%–0%      |

Национальными цветами Австралии (англ. National colours of Australia), согласно законодательству страны, являются зелёный и золотой цвета. Решение о признании этих цветов подписал 19 апреля 1984 года Генерал-губернатор Австралии сэр Ниниан Стивен при поддержке премьер-министра страны Роберта Хоука, текст решения был опубликован в тот же день в правительственной газете Commonwealth of Australia Gazette. Золотой и зелёный цвета наиболее известны как цвета спортивной формы спортсменов и сборных команд Австралии, а также атрибутов спортивных болельщиков и участников разных народных гуляний (в том числе и по случаю Дня Австралии).

## Значения цветов
Согласно толкованию, излагаемому на сайте Правительства Австралии, золотой цвет является символом австралийского побережья и пляжей, залежей полезных ископаемых в стране, богатого урожая и мягкости австралийской шерсти. Зелёный символизирует леса Австралии, её растительный мир и красоты австралийского побережья. Также оба цвета являются цветами акации густоцветковой, национального растения Австралии и её же растительного символа, изображённого на гербе Австралии. Оба цвета при применении располагаются рядом: никакой другой цвет не может располагаться между ними, хотя использование их в сочетании с другими цветами не запрещается.

## История
До 1984 года в стране официальными считались три сочетания цветов, представляющих Австралию:
- красный, синий и белый, соответствующие цветам флага Австралии;
- синий и золотой, соответствующие цветам герба Австралийского Содружества с 1912 года (Звезда Содружества) и цветам ленты Ордена Австралии[7];
- зелёный и золотой, который обрёл свою популярность в конце XIX века.

Пропорции и оттенки зелёного и золотого отличались в разные времена, однако именно эти два цвета чаще всего использовались австралийцами. В 1899 году сборная Австралии по крикету стала первой спортивной командой, в одежде которой появились зелёные и золотые вставки. В прошлом команда выходила в форме какого-либо крикетного клуба или форме цветов определённого штата. Игроки, которые отправились на матч против Англии в 1899 году, выступали в традиционных белых одеждах, но капитан команды Джо Дарлинг настоял на том, чтобы в матче открытия серии Эшес сборная Австралии вышла в форме с золотыми цветами. В том же году впервые австралийцы надели зелёные кепки, которые носят название «baggy green» и поныне являются частью австралийской крикетной формы.
В 1908 году в австралийском крикете официально были приняты зелёный и золотой цвета в качестве цветов национальной сборной. После долгих обсуждений с участием Ассоциации крикета Нового Южного Уэльса были указаны уточнения для цветов — зелёный эвкалиптовый (англ. gum-tree green) и золотой акациевый (англ. wattle gold). Достаточно долгое время использовался и комплект синего и золотого цветов не только крикетистами, но и другими спортсменами, что часто вводило австралийцев в заблуждение. В том же 1908 году команда Австралазии приняла «зелёный и акациевый» в качестве официальных цветов перед Олимпиадой 1908 года, но в форме этого цвета выступали не все спортсмены, хотя Олимпийский комитет Австралии принял эти цвета и для всех последующих игр. В 1912 году перед летней Олимпиадой была учреждена первая официальная форма австралийцев: зелёные жилеты с золотыми вставками и белые шорты с зелёными и золотыми вставками.
В 1920-е годы зелёный и золотой цвета стали распространёнными во многих сборных Австралии. В 1924 году первыми форму зелёного и золотого цветов надели игроки сборной по футболу: в 1928 году эта форма стала официальной у сборной по регбилиг, в 1929 году — у сборной по регби-15

## Применение

### Сборные
В форме зелёного и золотого цветов выступают следующие сборные Австралии:
- крикетная сборная (Крикет с ограниченными оверами[англ.], Twenty20)
- олимпийская сборная, также известная как «зелёно-золотые»[14]
- паралимпийская сборная[15]
- регбийная «Уоллабис»
- сборная по регбилиг «Кангаруз»[англ.][16]
- женская сборная по регбилиг «Джилларуз»[англ.]
- женская регбийная «Уолларуз»[англ.]
- нетбольная «Даймондз»
- футбольная «Соккеруз»
- женская футбольная «Матильды»
- баскетбольная «Бумерз»
- женская баскетбольная «Опалз»
- хоккейная «Кукабурраз»
- женская хоккейная «Хоккейруз»
- сборная по хоккею с шайбой «Майти Руз»
- волейбольная «Воллейруз»
- мужская и женская теннисные
- сборная по тач-регби (руководитель — Тачфутбол Австралии[англ.]
- бейсбольная (в Мировой классике бейсбола)
- мужская по лакроссу «Шаркс»[англ.]
- женская по лакроссу[англ.]
- сборная по индор-лакроссу[англ.]
- бойцы смешанных единоборств в шоу The Ultimate Fighter: The Smashes[англ.]
- мужская сборная по роллер-дерби «Уизардс оф Оз»[17]
- сборная по американскому футболу «Аутбэк»[18]
- сборная по пауэрлифтингу

До 1961 года ведущим был зелёный цвет с золотыми вставками, однако, поскольку подобная расцвета также характерна и для сборной ЮАР (особенно для регбийной сборной «Спрингбокс»), с 1961 года основной комплект представляет собой золотые майки с зелёными вставками. О футбольной сборной австралийцы говорят в шутку, что та выбрала золотой цвет маек не случайно, поскольку он схож с жёлто-канареечным цветом бразильской сборной, пятикратных чемпионов мира. Перед Олимпиадой 2012 года действовал проект Green and Gold, который оказывал поддержку олимпийской и паралимпийской сборным для подготовки к играм в Лондоне.

### Компании и организации
С 1981 года зелёный и золотой цвета используются в расцветке таких организаций, как Австралийская национальная комиссия железных дорог (Australian National), появившаяся после слияния частной компании Commonwealth Railways с государственными South Australian Railways и Tasmanian Government Railways и приватизированная в 1997 году. Также цвета фигурируют на известной наклейке-логотипе Australian Made, логотипе несуществующей компании по грузоперевозке Australian National Line, логотипе системы медицинского страхования Medicare и эмблеме Национальной партии Австралии